# ۵۱۸ (میلادی)
۵۱۸ (میلادی) پانصد  و هجدهمین سال تقویم میلادی است.

## درگذشتگان
‎